# Potamyia daphne
Potamyia daphne är en nattsländeart som beskrevs av Malicky 1998. Potamyia daphne ingår i släktet Potamyia och familjen ryssjenattsländor. Inga underarter finns listade i Catalogue of Life.